# Jonas Verlag
Der Jonas Verlag für Kunst und Literatur GmbH ist ein deutscher Verlag, der 1978 in Marburg gegründet wurde und dort bis 2015 seinen Sitz in der Weidenhäuser Straße hatte. In diesen 37 Jahren brachte der Verlag mehr als 500 Titel heraus.

## Geschichte
1978 gründete Dieter Mayer-Gürr zusammen mit Elmar Altwasser und Claudia Gabriele Philipp, alle drei Studenten der Kunstgeschichte, den Jonas Verlag, um Literatur und kunstwissenschaftliche Titel zu veröffentlichen, die sie auf dem Buchmarkt vermissten. Dieter Mayer-Gürr, der anfangs noch für das Bildarchiv Foto Marburg tätig war, wurde der langjährige alleinige Verleger und Geschäftsführer. Seit dessen Eintritt in den Ruhestand wird der Jonas-Verlag seit dem 1. Januar 2016 von der Verlegerin Bettina Preiß (VDG Weimar) als Imprint der Verlagsgruppe arts + science weimar GmbH fortgeführt.
Der Name des Verlags wurde als Hoffnungsträger für die Zukunft in Anlehnung an den Spielfilm Jonas, der im Jahr 2000 25 Jahre alt sein wird gewählt. Erster Titel des Verlages war Der Postraub in der Subach, ein Originaltext aus dem 19. Jahrhundert in einer handwerklich anspruchsvollen Ausgabe, auf den Mayer-Gürr bei Recherchen für seine Dissertation gestoßen war; dieser Raub hatte auch die Vorlage für den Fernsehfilm Der plötzliche Reichtum der armen Leute von Kombach geliefert. Seitdem haben kulturgeschichtliche Themen ihren Platz im Programm des Verlages. Es gab Bücher über die Kultur des Schnellimbisses, über die Geschichte der Hausnummer, über Strandburgen und die Kultur des Sonnenbadens, aber auch über Autounfälle, die Entwicklung des Babyphons und des Kiosks. Ferner wurden anspruchsvolle wissenschaftliche Kataloge im Verlag produziert, und in Zusammenarbeit mit dem Hessischen Rundfunk entstanden zahlreiche Begleitbücher zu Hörfunk-Sendereihen von hr2-kultur.

## Programm und Zeitschriften
Programmschwerpunkte sind weiterhin – wie zuvor in Marburg – Fotografie, Kulturforschung, Kunstwissenschaft und Baugeschichte, aber auch Bücher mit regionalem Bezug.
Im Jonas Verlag erscheinen zudem folgende Zeitschriften:
- Fotogeschichte – Beiträge zur Geschichte und Ästhetik der Fotografie
- Kritische Berichte – Zeitschrift für Kunst- und Kulturwissenschaften

sowie verschiedene Schriftenreihen wie das Jahrbuch für Hausforschung, die Hessischen Blätter für Volks- und Kulturforschung und die Schriftenreihe zur Dendrochronologie und Bauforschung.

## Belege
1. ↑  Über uns: Jonas Verlag. Auf: asw-verlage.de, abgerufen am 17. März 2021.
2. ↑  Ehemalige Website des Verlags bis Ende 2015 (Memento vom 9. Dezember 2015 im Internet Archive)